# Die gelbe Karawane

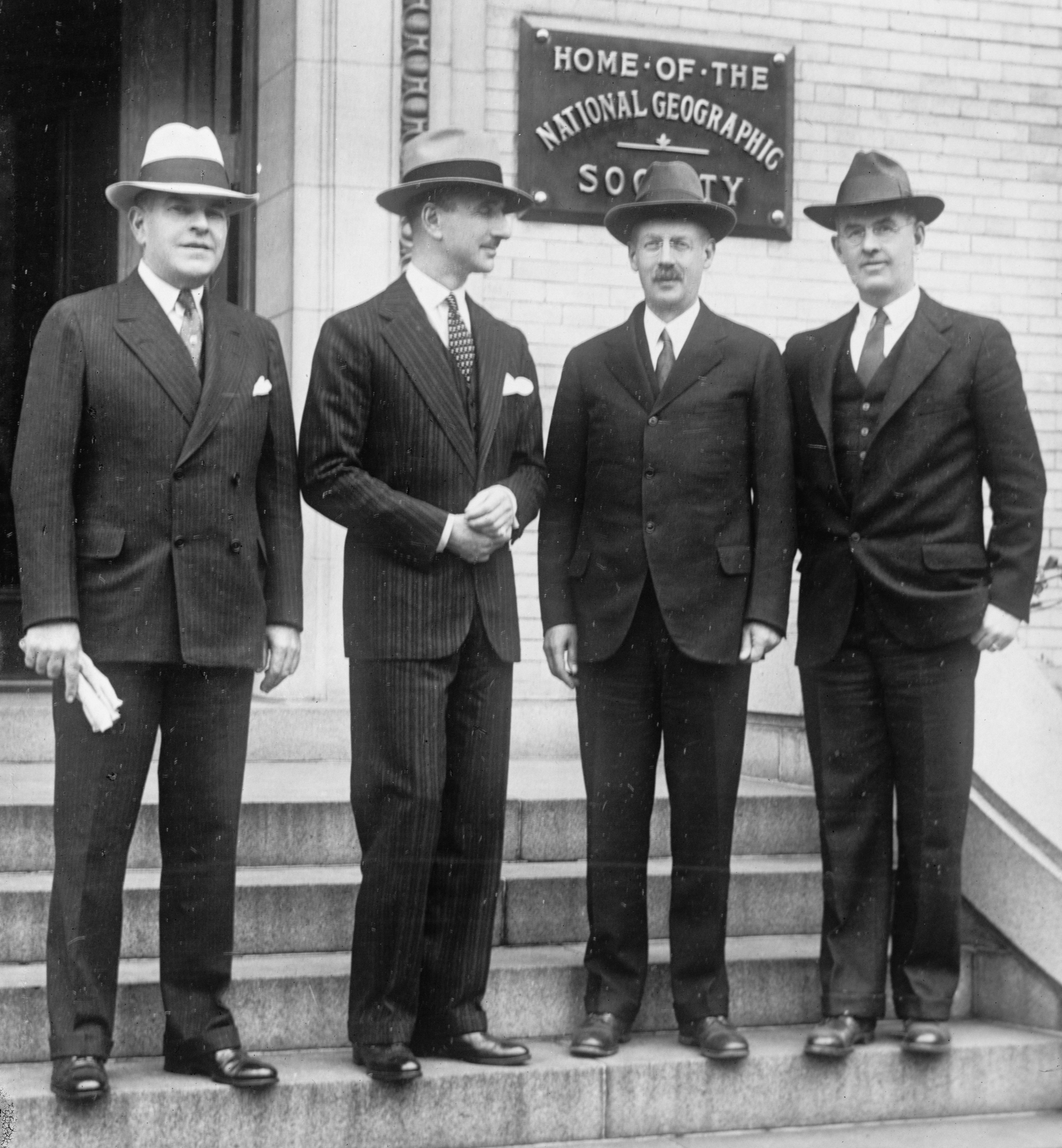
3. Dezember 1930 in Washington DC: (v. l. n. r.) John Oliver La Gorce, Vizepräsident der National Geographic Society, Georges-Marie Haardt, Organisator und Expeditionsleiter, Gilbert Hovey Grosvenor, Präsident der National Geographic Society und Maynard Owen Williams, Journalist und Expeditionsteilnehmer.

Die gelbe Karawane, französischer Originaltitel « La cloche tibétaine » (Die tibetanische Glocke), ist ein französisch-deutscher Fernseh-Mehrteiler aus dem Jahre 1975. Er basiert auf einer historischen Begebenheit, der Croisière Jaune, der „Gelben Expedition“ der Jahre 1931 und 1932. Die deutsche Erstausstrahlung startete am 3. November 1975 im ZDF. In Frankreich erschien die Miniserie bereits ab dem 11. November 1974 auf TF1.

## Handlung
André Citroën, Gründer des Automobilunternehmens Citroën, hat die Idee, eine Expedition, ausgestattet mit von seiner Firma hergestellten Halbkettenfahrzeugen, 12.000 km auf den Spuren Marco Polos über die so genannte Seidenstraße nach Peking fahren zu lassen.
Zwei Fahrzeuggruppen brechen auf: Die eine, von Georges-Marie Haardt geleitet und „Pamir“ genannt, soll von Beirut aus den Himalaya überqueren, die andere, von Victor Point geführt und „China“ genannt, bricht von Tien Tsin auf, um sich mit der ersten Gruppe in Kashgar zu vereinigen und anschließend gemeinsam das Ziel anzusteuern.

## Folgen
Die deutsche Fassung bestand aus 13 Folgen, die französische aus 7.
1. Der Aufbruch
2. Der fliegende Pater
3. Im wilden Afghanistan
4. Auf dem Weg nach Peshawar
5. Im Himalaja
6. Die Zerreißprobe
7. Tientsin
8. Mah-Jongg
9. Der Panther
10. Die Gobi
11. Der erste Funkkontakt
12. Die Vereinigung der Gruppen
13. Etappe Peking

## DVD
Die Serie wurde 2004 auf DVD veröffentlicht.